# وزارة المالية (هولندا)
وزارة المالية (بالهولندية: Ministerie van Financiën) هي وزارة في حكومة هولندا والمسؤولة عن السياسة الاقتصادية والنقدية والمالية والسياسة الضريبية والدخل والتنظيم المالي والميزانية الحكومية والسوق المالية. تم إنشاء الوزارة في عام 1798 باسم إدارة المالية في جمهورية باتافيان. أصبحت وزارة المالية في عام 1876. وزير المالية (بالهولندية: Minister van Financiën) هو أيضًا عضو في مجلس الوزراء الهولندي. الوزير الحالي هو ستيفن فان واينبيرغ.

## تاريخ
تأسست الوزارة عام 1798. في التاريخ المبكر للوزارة، كان رئيس الوزراء يشغل في كثير من الأحيان منصب وزير المالية. شغل بيتر فيليب فان بوس منصب وزير المالية خمس مرات. منذ عام 1965، تم تعيين وزير دولة لكل تشكيل مسؤول عن الضرائب. وكان آخر رئيس وزراء شغل منصب وزير المالية هو جيلي زيجلسترا (1966–67).
- مسؤولة عن إيرادات ونفقات مملكة هولندا.
- جمع الضرائب وتطوير التشريعات المالية.
- إنفاق ميزانية الحكومة بمسؤولية وكفاءة وفعالية.
- مسؤولة عن السياسة المالية والاقتصادية.
- تشرف على الأسواق المالية والبنوك والتحويلات المالية.

## روابط خارجية
- وزارة المالية، باللغة الهولندية